# Transmissometer

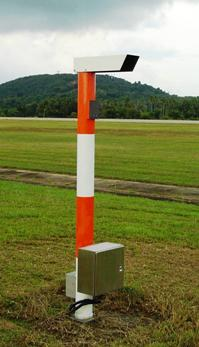
Transmissometer an einer Start- und Landebahn

Ein Transmissometer (auch Transmissiometer) ist ein optisches Messgerät zur Bestimmung einer Staub- oder Gaskonzentration.

## Messprinzip
Dabei wird ein Messvolumen von einem Lichtstrahl durchleuchtet. Die Dämpfung des Lichtes ist ein Maß für die Konzentration von Staub, Gas (unter Verwendung von Licht mit geeigneter Wellenlänge) oder einer Flüssigkeit in dem Messvolumen. Gemessen wird die Transmission
{\displaystyle T={\frac {I}{I_{0}}}}
mit {\displaystyle I_{0}} = ausgesendetes Licht und {\displaystyle I} = empfangenes Licht.
Die Transmission kann also nur eine Zahl zwischen 0 und 1 annehmen. Wobei {\displaystyle T=1} bedeutet, dass keine Absorption oder Streuung auftritt (bei Staubmessung so genannt „rauchfrei“). In der Praxis wird die Transmission meist in Prozent angegeben.

## Anwendungen
Praktische Anwendung findet die Transmissometrie hauptsächlich in der Industriemesstechnik und Umwelttechnik zur Messung von Schadstoffen in Abgasen.
- z. B. Emissionsmessung entsprechend Umweltschutzgesetzen (in Deutschland. z. B. 13/17/23 BImschG oder TA-Luft).
- SCHLUMOSED misst den zeitlichen Verlauf der Transparenz von Klärschlamm bei der Separation von Abwasser.
- Beim Luftverkehr ist dieses Gerät für die Messung der Sichtweite (RVR) in Benutzung.